# ونسا گرونمان
ونسا گرونمان (Vanessa Gronemann) (متولد ۱۹۸۹) سیاستمدار آلمانی اتحاد ۹۰/سبزها است که از سال ۲۰۱۹ به عنوان نماینده مجلس ایالتی هسن مشغول به کار است.

## زندگی
ونسا گرونمان یک دوره کارآموزی را زیر نظر یک عضو پارلمان ایالتی به نام مونه لنتز در سال ۲۰۱۳ به پایان رساند. سپس او در سال ۲۰۱۵ از طرف حزب سبز رئیس انجمن محلی شهر کاسل شد. گرونمان در سال ۲۰۱۷، عضو دفتر بتینا هافمن، یکی از اعضای بوندستاگ شد. او از سال ۲۰۱۸، رئیس شورای مشورتی محلی در شهر کاسل است.
گرونمان عضو گروه پارلمانی حزب اتحاد ۹۰/سبزها در شهر کاسل و سخنگوی کارگروه ورزش، سلامت، گردشگری و ال‌جی‌بی‌تی است. او همزمان عضو کمیسیون فرهنگی شورای شهر کاسل نیز می باشد.
گرونمان از سال ۲۰۱۳ عضو حزب اتحاد ۹۰/سبزها است و در پی انتخابات ایالتی هسن در سال ۲۰۱۸ عضو پارلمان ایالت شد. گرونمان با کسب ۲۶.۷ درصد آرای حوزه انتخابیه شهر کاسل I پیروز شد و به طور مستقیم به مجلس راه یافت.در گروه پارلمانی ایالتی حزب اتحاد ۹۰/سبزها، او مسئول ناحیه کاسل و همچنین سخنگوی کارگروه حفاظت از گونه ها، حمایت از مصرف کننده و ورزش می باشد.

## لینک های خارجی
- Vanessa-Gronemann
- Website von Vanessa Gronemann